# Laquet de Coste Oueillère
Pour les articles homonymes, voir Laquette.
Le laquet de Coste Oueillère ou laquette des scientifiques est un lac pyrénéen français situé administrativement dans la commune de Vielle-Aure dans le département des Hautes-Pyrénées en région  Occitanie.
C’est un lac naturel a une altitude de 2 100 m.

## Toponymie
En occitan,  coste signifie « pente »  et oueilhèro signifie « moutons, brebis » d’où le lac de montagne (pentue) aux moutons.

## Géographie
Le lac est situé en vallée de Port Bielh Bastan, en vallée d'Aure, dans la réserve du Néouvielle dans le sud du département français des Hautes-Pyrénées dans le massif du Néouvielle.
 
Il est entouré de nombreux lacs comme le lac de Bastan ou de Port-Bielh (2 285 m), le lac d'Aumar (2 192 m), le lac de l'Ile (2 278 m), le lac de l'Ours (2 238 m), le lac de l'Oule (1 819 m).

### Topographie
|                           | Laquets de Port-Bielh (2 203 m) |                                     |
| Lac de Gourguet (2 218 m) | laquet de Coste Oueillère       | Lac de Bastanet inférieur (2 197 m) |
|                           | Laquet des Guits (2 257 m)      |                                     |

## Protection environnementale
Le lac fait partie d'une zone naturelle protégée, classée ZNIEFF de type 1 : Réserve du Néouvielle et vallons de Port-Bielh et du Bastan.

## Voies d'accès
Le lac est accessible depuis le lac de l'Oule par le sentier de grande randonnée GR 10 en direction de la cabane de l'Oule.